# Robert Hays
Robert Hays (Bethesda, Maryland; 24 de julio de 1947) es un actor estadounidense, conocido por sus papeles en películas como Ted Striker en Airplane! y su secuela, y por su papel como Robert Seaver en Homeward Bound: The Incredible Journey (1993). En televisión, interpretó a Paul Forrester en la serie de ciencia ficción Starman (1986–1987).

## Biografía
Hays nació en Bethesda, Maryland, para luego trasladarse por un tiempo en Hollywood. Ahí vivió en San Diego, donde participaba activamente en la escena teatral local. Hizo varias actuaciones teatrales durante gran parte de la década de los 70's, hasta que en 1977; tuvo un pequeño papel en la exitosa serie de televisión, La Mujer Maravilla, en donde interpretó a un cabo militar. 
Hays protagonizó varias series de televisión de corta duración, que incluye las producciones como la serie Angie 1979, la serie de ciencia ficción Starman 1986, en la que interpretó el personaje del mismo título, entre otros. Él desempeñó el papel de "Bud", el hombre cree que es el padre de Hyde, en varios episodios de That '70s Show. Hays también ha dirigido y producido para el cine y la televisión.
En 1980 es convocado para protagonizar a Ted Striker, un expiloto de caza con problemas para volar, en la comedia de humor absurdo del trío cómico ZAZ, Airplane!; que se convirtió en su primer papel protagonista importante, que resultó en un total éxito. El film también contó con protagonistas como Julie Hagerty, Peter Graves, Leslie Nielsen, Kareem Abdul-Jabbar, Stephen Stucker y Robert Stack. Hays también protagonizaría su secuela de 1982. 
También ha actuado en muchas películas de televisión y ha realizado un trabajo de voz, como el personaje del título en la adaptación de Marvel Comics de Iron Man (1994).

## Filmografía
| Cine       | Cine                                               | Cine                            | Cine |
| Año        | Título                                             | Rol                             | Notas |
| ---------- | -------------------------------------------------- | ------------------------------- | --- |
| 1980       | Airplane!                                          | Ted Striker                     | |
| 1981       | Take This Job and Shove It                         | Frank Macklin                   | |
| 1982       | Airplane II: The Sequel                            | Ted Striker                     | |
| 1983       | Trenchcoat                                         | Terry Leonard                   | |
| 1983       | Utilities                                          | Bob Hunt                        | |
| 1983       | Touched                                            | Daniel                          | |
| 1984       | Scandalous                                         | Frank Swedlin                   | |
| 1985       | Cat's Eye                                          | Johnny Norris                   | |
| 1990       | Honeymoon Academy                                  | Sean Mcdonald                   | |
| 1992       | Fifty/Fifty                                        | Sam French                      | |
| 1993       | Homeward Bound: The Incredible Journey             | Bob Seaver                      | |
| 1993       | Partners                                           | Grave Squad Lawyer              | Cortometraje |
| 1994       | Raw Justice                                        | Mitch McCullum                  | |
| 1994       | No Dessert, Dad, till You Mow the Lawn             | Ken Cochran                     | |
| 1995       | Cyber Bandits                                      | Morgan                          | |
| 1996       | Homeward Bound II: Lost in San Francisco           | Bob Seaver                      | |
| 1999       | An American Tail: The Mystery of the Night Monster | Reed Daley (voz)                | |
| 2000       | Dr. T & the Women                                  | Harlan                          | |
| 2001       | Sex and a Girl                                     | Dan                             | |
| 2004       | The Nutcracker and the Mouse King                  | Squeak (voz)                    | |
| 2005       | Freezerburn                                        | Michael Reed the Talent         | |
| 2007       | Universal Remote                                   | Dr. Anderson                    | |
| 2007       | Nicky's Birthday Camera                            | Bob                             | |
| 2008       | Superhero Movie                                    | Blaine Riker                    | |
| 2013       | Paranormal Movie                                   | Director                        | |
| 2016       | Boonville Redemption                               | Pastor Reign                    | |
| Televisión |                                                    |                                 | |
| Año        | Título                                             | Rol                             | Notas |
| 1975       | The Rockford Files                                 | Darren Weeks                    | Episodio: "The Deep Blue Sleep"                                                                                   |
| 1975       | Marcus Welby, M.D.                                 | Officer Gilpin / Officer Hanson | Papel recurrente (3 episodios)                                                                                    |
| 1976       | The Streets of San Francisco                       | Lester                          | Episodio: "Judgment Day"                                                                                          |
| 1976       | Cannon                                             | Michael Narak                   | Episodio: "Bloodlines"                                                                                            |
| 1976       | Young Pioneers                                     | Dan Gray                        | Película para televisión                                                                                          |
| 1976       | Laverne & Shirley                                  | Tom                             | Episodio: "Dating Slump"                                                                                          |
| 1976       | The Blue Knight                                    | Oficial Wells                   | Papel recurrente (4 episodios)                                                                                    |
| 1976       | Spencer's Pilots                                   | Jack                            | Episodio: "The Hitchhiker"                                                                                        |
| 1976       | Most Wanted                                        | Bruce Collins                   | Episodio: "The Heisman Killer"                                                                                    |
| 1976       | Young Pioneers' Christmas                          | Dan Gray                        | Película para televisión                                                                                          |
| 1977       | Wonder Woman                                       | Corporal Jim Ames               | Episodio: "Wonder Woman in Hollywood"                                                                             |
| 1977       | Delta County, U.S.A.                               | Bo                              | Película para televisión                                                                                          |
| 1978       | The Love Boat                                      | Sam Bradley                     | Episodio: "Family Reunion"                                                                                        |
| 1978       | The Initiation of Sarah                            | Scott Rafferty                  | Película para televisión                                                                                          |
| 1978       | The Young Pioneers                                 | Dan Gray                        | Miniserie |
| 1978       | Almost Heaven                                      | Dave Leland                     | Película para televisión                                                                                          |
| 1978       | Will Rogers: Champion of the People                | Will Rogers                     | Especial de televisión                                                                                            |
| 1979–80    | Angie                                              | Brad Benson                     | Elenco principal (36 episodios)                                                                                   |
| 1979       | Battle of the Network Stars VII                    | Él mismo (Equipo ABC)           | Especial de televisión                                                                                            |
| 1980       | Battle of the Network Stars VIII                   | Él mismo (Equipo ABC)           | Especial de televisión                                                                                            |
| 1980       | The Girl, the Gold Watch & Everything              | Kirby Winter                    | Película para televisión                                                                                          |
| 1981       | Saturday Night Live                                | Él mismo/Presentador            | Episodio: "[[Saturday_Night_Live_(season_6)#Episodes\|Robert Hays/14 Karat Soul/Joe 'King' Carrasco & The Crowns" |
| 1981       | California Gold Rush                               | Bret Harte (Narrador)           | Película para televisión                                                                                          |
| 1982       | The Day the Bubble Burst                           | Gregory Winslow                 | Película para televisión                                                                                          |
| 1984       | Mister Roberts                                     | Teniente Douglas Roberts        | Película para televisión                                                                                          |
| 1986–87    | Starman                                            | Paul Forrester                  | Elenco principal (22 episodios)                                                                                   |
| 1987       | Murder by the Book                                 | D.H. Mercer / Biff Deegan       | Película para televisión                                                                                          |
| 1989–90    | FM                                                 | Ted Costas                      | Elenco principal (13 episodios)                                                                                   |
| 1990       | Running Against Time                               | David Rhodes                    | Película para televisión                                                                                          |
| 1992       | The Larry Sanders Show                             | Él mismo                        | Episodio: "What Have You Done For Me Lately?"                                                                     |
| 1992       | Hot Chocolate                                      | Eric Ferrier                    | Película para televisión                                                                                          |
| 1993       | Cutters                                            | Joe Polachek                    | Elenco principal (5 episodios)                                                                                    |
| 1993       | Sex, Shock and Censorship in the '90s              | Martin Day                      | TV special |
| 1994–96    | Iron Man                                           | Tony Stark / Iron Man (voz)     | 26 episodios |
| 1995       | Deadly Invasion: The Killer Bee Nightmare          | Chad Ingram                     | Película para televisión                                                                                          |
| 1995       | Vanished                                           | John Taylor                     | Película para televisión                                                                                          |
| 1996       | Guys Like Us                                       | Mike Hanson                     | Episodio: "Pilot"                                                                                                 |
| 1996       | The Abduction                                      | Paul Olavsky                    | Película para televisión                                                                                          |
| 1996       | Unabomber: The True Story                          | David Kaczynski                 | Película para televisión                                                                                          |
| 1996       | The Incredible Hulk                                | Tony Stark / Iron Man (voz)     | Episodio: "Helping Hands, Iron Fist"                                                                              |
| 1996       | Touched by an Angel                                | Scott Walden                    | Episodio: "Groundrush"                                                                                            |
| 1996–97    | Spider-Man                                         | Tony Stark / Iron Man (voz)     | 6 episodios |
| 1996       | Christmas Every Day                                | Henry Jackson                   | Película para televisión                                                                                          |
| 1997       | Superman                                           | Edward Lytener / Luminus (voz)  | 2 episodios |
| 1997       | Promised Land                                      | Mark Gerhart                    | Episodio: "Mr. Muscles"                                                                                           |
| 1997       | I'll Be Home for Christmas                         | Michael Greiser                 | Película para televisión                                                                                          |
| 1998       | Kelly Kelly                                        | Doug Kelly                      | Elenco principal (7 episodios)                                                                                    |
| 1998       | 30 Years to Life                                   | Vincent Dawson                  | Película para televisión                                                                                          |
| 1999       | The Outer Limits                                   | Dr. Peter Halstead              | Episodio: "Donor"                                                                                                 |
| 2000       | Deadly Appearances                                 | Andy Boychuk                    | Película para televisión                                                                                          |
| 2000       | That '70s Show                                     | Bud Hyde                        | Papel recurrente (2 episodios)                                                                                    |
| 2001       | Bette                                              | Roy                             | Papel recurrente (2 episodios)                                                                                    |
| 2001       | The Retrievers                                     | Tom Lowry                       | Película para televisión                                                                                          |
| 2002       | Spin City                                          | Los Angeles Mayor Stone Taylor  | Episodio: "A Tale of Four Cities"                                                                                 |
| 2002       | The Santa Trap                                     | Bill Emerson                    | Película para televisión                                                                                          |
| 2003       | Robbery Homicide Division                          | Eddie                           | Episodio: "Hellbound Train"                                                                                       |
| 2012       | Shooting Gallery                                   | Él mismo                        | Episodio: "Survival Trail"                                                                                        |
| 2014       | Sharknado 2: The Second One                        | Capitán Bob Wilson              | Película para televisión                                                                                          |
| Otros      |                                                    |                                 | |
| Año        | Título                                             | Rol                             | Notas |
| 1986       | Starman                                            | Director                        | Episodio: "The Test"                                                                                              |
| 1998       | Kelly Kelly                                        | Coproductor                     | |
| 2001       | Sex and a Girl                                     | Productor                       | |
| 2007       | Nicky's Birthday Camera                            | Productor                       | |